# Slap Her... She's French
Slap Her… She's French (conocida en España como Dale caña, que es francesa!) es una película estadounidense de comedia de adolescentes de 2002, dirigida por Melanie Mayron y protagonizada por Piper Perabo.

## Elenco
- Jane McGregor como Starla Grady.
- Piper Perabo como Genevieve LePlouff.
- Trent Ford como Ed Mitchell.
- Alexandra Adi como Ashley Lopez.
- Nicki Aycox como Tanner Jennings.
- Jesse James como Randolph Grady.
- Julie White como Bootsie Grady.
- Brandon Smith como Arnie Grady.
- Matt Czuchry como Kyle Fuller.
- Christen Coppen como Doreen Gilmore.
- Haley Ramm como la joven Starla Grady (no acreditada).
- Amy Bradford como una francesa pasajera del avión (no acreditada).
- Ashley Blake como Megan.
- Laura Halvorson como.